# Musée archéologique de Saint-Raphaël
Le musée d'archéologie de Saint-Raphaël est un musée archéologique consacré à la Préhistoire, l'Antiquité, et au Moyen Âge de la région provençale, incluant des vestiges trouvés lors de campagnes d'archéologie sous-marine. Il est situé à Saint-Raphaël, dans le département du Var.

## Le musée
Le musée possède une collection importante de vestiges antiques, dont une reconstitution d’un chargement de navire romain, et une collection d’amphores provenant d’épaves romaines.
Deux étages sont consacrés à la Préhistoire, du Paléolithique au Néolithique, sur plus de 600 000 ans d'histoire.
L’église médiévale, les remparts dans les jardins et la tour sont classées Monument historique. Ils constituent un ensemble de style roman. L’église médiévale est consacrée aux expositions temporaires du musée. Elle se visite avec une application numérique ou un guide tous les jeudis. Les cryptes, souterrains archéologiques, sont accessibles. Du haut de la tour fortifiée, un panorama s’offre sur la mer et la ville avec une table d’orientation géographique et archéologique.

## L’Homme dans l’Estérel

### Présentation du massif
L’Estérel est un massif volcanique d’âge primaire (permien 295 à 250Ma) qui s’étend de Vidauban à l’Ouest, Callas au Nord, Mandelieu-la-Napoule à l’Est et délimité au Sud par la mer. Il est au contact du bassin carbonifère du massif du Tanneron. Il présente de nombreux petits abris-sous-roche et des terrasses fluviatiles qui ont permis l’installation des hommes durant la préhistoire. La lave acide des volcans nous a permis de ne trouver que du matériel lithique laissé par nos ancêtres. Quelques os ou dents ont pu être trouvés car ils ont été calcinés (cuissons ou crémations funéraires).

### Le paléolithique
La présence de l’homme est attestée depuis le paléolithique inférieur. Il est certainement venu par l’Italie. Il a laissé des traces de sa présence à Puget-sur-Argens (camp Vidal), Fréjus (terrasses fluviatiles du Reyran) et Saint-Raphaël entre autres « Fond du Pommier- la Cabre », Roussiveau. Cet homininé est Homo Heidelbergensis, il a pour ancêtre l’Homo Erectus… Il est chasseur-cueilleur-nomade, maîtrise le feu, chasse tout type de gibiers gros et petits, il est l’inventeur du biface, « couteau suisse » de la préhistoire.
Au paléolithique moyen, son successeur est l’Homme de Néandertal, il utilise la technique Levallois pour débiter ses outils et pointes », c’est un façonnage impliquant une planification consciente aboutissant à des formes prédéterminées d'outils. Il se déplace en fonction des saisons à la poursuite du gros gibier. Ses traces, nous les retrouvons au Muy (Baumes Rainaudes 1), Fréjus (vallée du Reyran), Saint-Raphaël (Castelli, Roussiveau).
Le paléolithique supérieur est marqué par l’arrivée de l’Homme moderne ou Homo Sapiens dit « Cro-Magnon ». Il pêche, cueille et se déplace souvent en fonction de ses besoins alimentaires. Beaucoup de sites ont été mis au jour dans l’Esterel, les plus remarquables étant les Baumes Rainaudes au Muy, la Bouverie à Roquebrune-sur-Argens, le Gratadis et la Cabre-Grenouillé à Saint-Raphaël, Barbossi (Baral) Mandelieu-la Napoule.
Pour la confection de ses outils ou parures, il utilise la roche dure (silex) ou tendre (stéatite), l’os, le bois, le bois de cervidés, coquillages (mettre en évidence les pièces). Pour la chasse, il utilise la sagaie et un propulseur, ce qui lui permet de rester éloigné des proies donc moins d’accidents à la chasse. Il invente aussi à la fin du paléolithique l’arc qui lui permet de chasser dans les forêts plus denses.

### Le néolithique et la protohistoire
Nous pouvons voir l'apparition de nombreux marécages est reprise de l’expansion de la forêt, la pratique de l’élevage cohabite avec l’activité traditionnelle de la chasse et de la pêche. L’industrie lithique est très reconnaissable. Les haches en pierre polie y sont nombreuses. Ils adoptent le mode de sépulture collective qui justifie l’édification de monuments mégalithiques.
Dans le massif de l’Estérel, deux stations attestent de la présence d’Hommes au néolithique.
La Cabre-Grenouillet est une terrasse fluviatile qui a révélé une très grosse quantité de pièces autant lithique que céramiques (Perçoirs, micro-perçoirs, haches polies, armatures de flèches…tessons de poterie. Dans le secteur de ce site, nous avons une chronologie complète sans interruption qui s’étend du paléolithique inférieur à la période romaine. À noter la présence d’un dolmen sur un petit col dominant.
L’autre site est celui des Ferrières. Il a livré bon nombre de matériel lithique, on peut noter là aussi la présence d’un dolmen et un menhir à cupules en bordure du site.
Deux autres dolmens sont répertoriés et non fouillés, dans le lotissement des Veyssières ont été mis au jour cinq menhirs dont un gravé qui est exposé au musée archéologique de Saint-Raphaël.
Deux petites grottes qui ont servi de sépultures dont une avec des peintures ont été mises au jour, la grotte de l’olivier qui date du Chalcolithique et l’abri Marsaou qui date de l'âge du bronze.
Quelques oppida (villages fortifiés) attestent de l’occupation des Celtes-Ligures (âge du fer) dans le massif de l’Estérel.

## Église médiévale

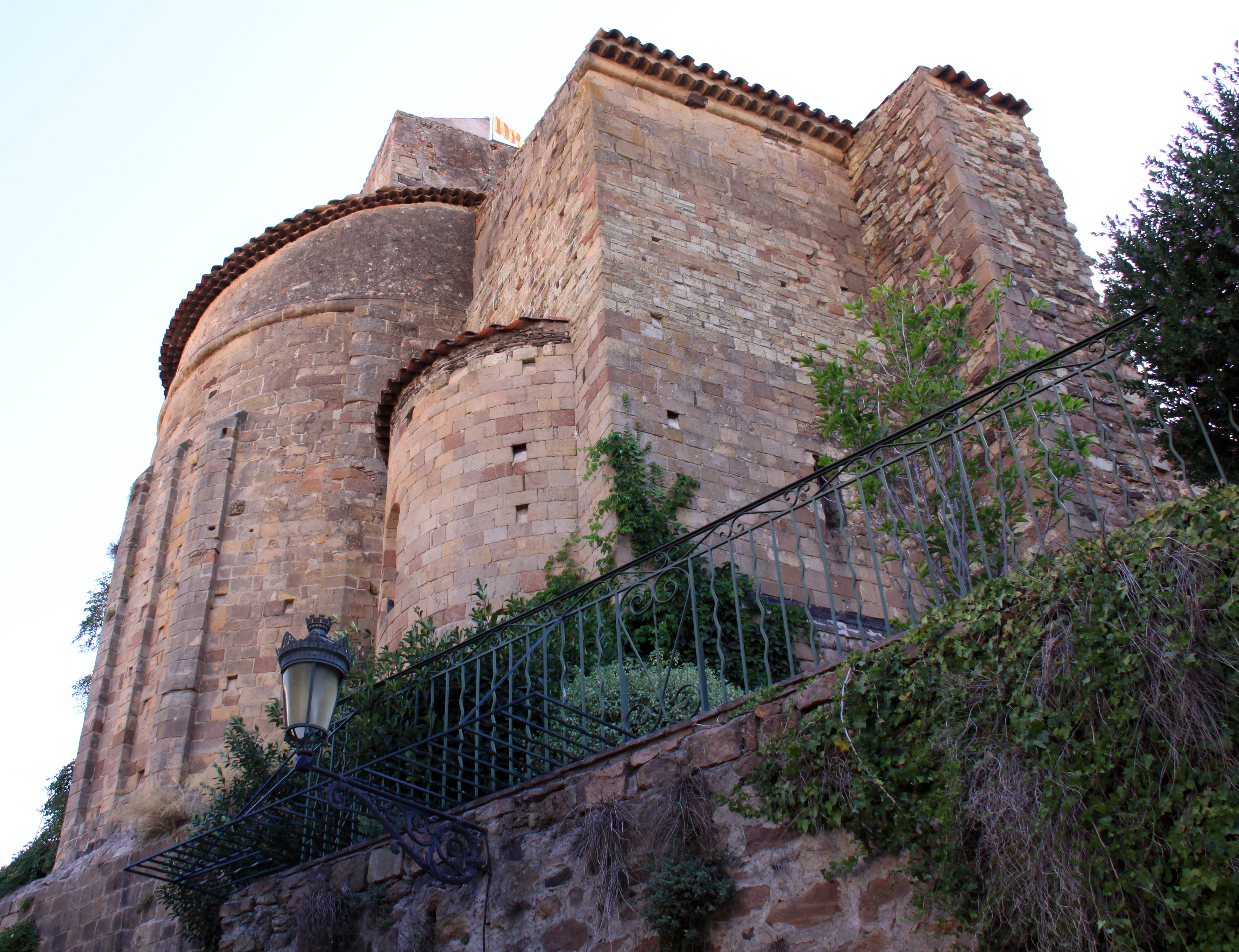
Extérieur de l'église

L'église Saint-Raphaël aussi appelée église des Templiers bien que les Templiers n'aient jamais été en possession de cette église.
L'église est située dans l'ancien village médiéval, sur un site occupé depuis l'époque romaine. Une plaque de chancel du VIIIe ou IXe siècle a été remployée dans l'église.
Les fouilles ont fait apparaître sur un bâtiment antique quadrangulaire, daté entre le Ier et Ve siècle, les fondations de trois églises qui ont précédé l'église romane actuelle, du XIIe siècle :
- première église du VIe siècle à chevet quadrangulaire,
- construction d'une abside semi-circulaire a été construite au IXe ou Xe siècle sur le chevet antérieur,
- deuxième église à trois nefs de la fin du XIe siècle qui englobe tous les édifices précédents. Elle est restée inachevée. Le chevet carolingien a été conservé dans la crypte du XIe siècle. L'église est dédiée à l'archange Raphaël.

En 1073, l'évêque de Fréjus, Bernard ou Bertrand, restitue l'église à l'abbé Aldebert et les moines de l'abbaye de Lérins. Cette restitution est renouvelée par l'évêque Béranger, le 18 mars 1095. L'église leur est resté pendant cinquante ans. Le Livre rouge de la cathédrale montre que l'évêque y avait toute la juridiction et un palais comme à Fréjus. L'évêque est resté seigneur temporel jusqu'à la Révolution. Saint-Raphaël s'est développé autour de l'église et du palais. Un castrum est mentionné en 1190.

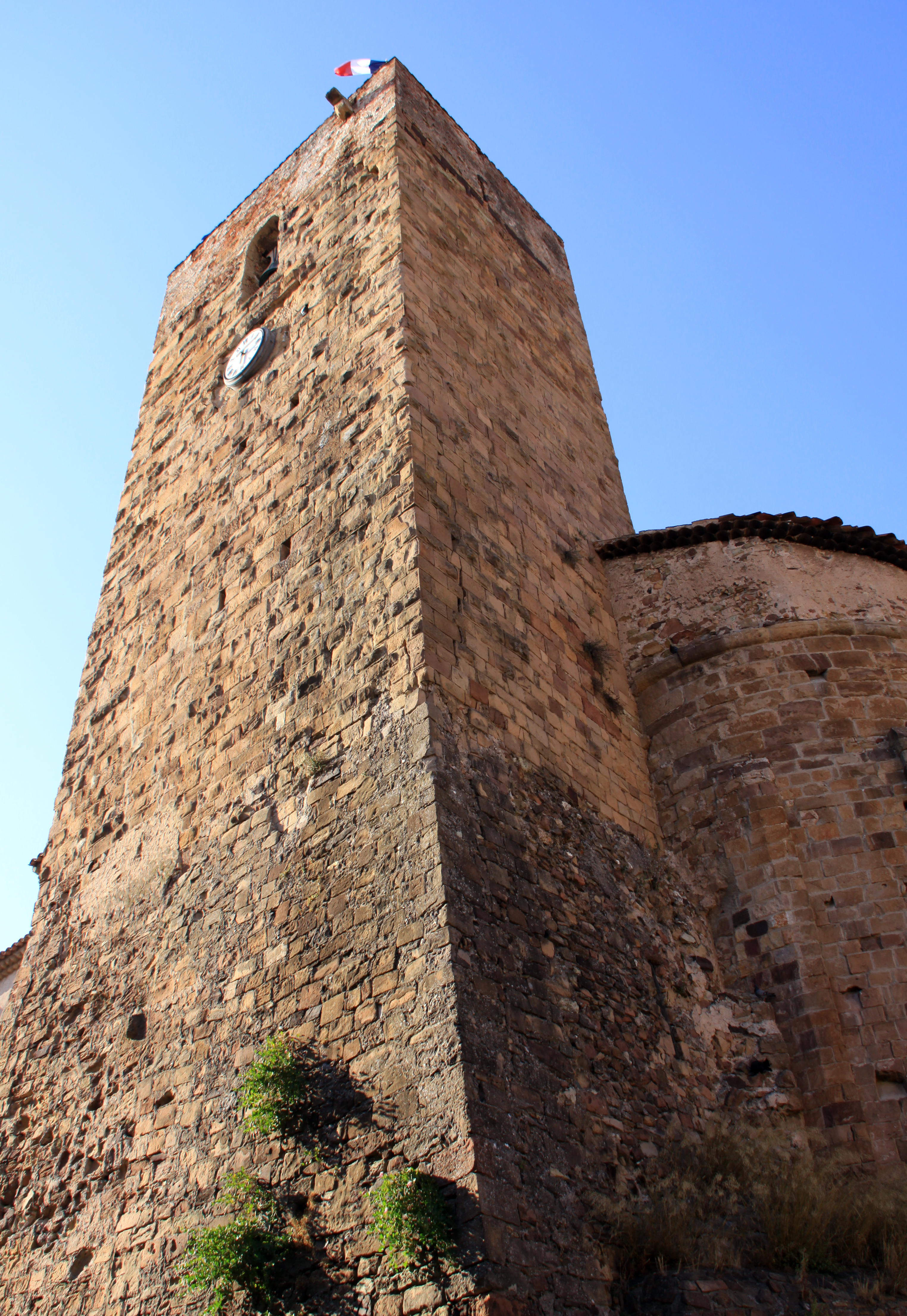
Tour fortifiée

- l'église est rénovée dans la seconde moitié du XIIe siècle. Elle comprend une nef à trois travées terminée par une abside semi-circulaire. Elle est consacrée le 7 octobre d'une année inconnue avec comme patron saint Pierre. Elle mesure 22 m de long et 6 m de largeur environ. En 1165, l'évêque Bertrand-André cède l'église à l'abbaye Saint-Victor. Entre 1170 et 1180 une contestation s'est élevée entre l'évêque et les chanoines de Fréjus. La reconstruction a dû commencer par l'empâtement de l'abside d'après les marques de tâcheron. L'abside a probablement été construite après 1180. Le chantier se continue jusque vers 1200. La première travée n'a pas été refaite.

Des éléments de fortification sont construits aux XIIIe et XIVe siècles. La tour a été construite à l'emplacement de l'absidiole sud. Elle ressemble à celle de la cathédrale de Fréjus et peut dater du XIIIe siècle. Sa base a été restaurée vers 1567. Le mur de l'abside a été surélevé pour la fortification de l'église.
En 1765, le conseil municipal indique qu'il faudrait re-voûter la première travée. Le conseil décide « que le tout sera voûté de manière solide ». Cette travée est séparée de la suivante par un doubleau. Au XVIIIe siècle, les consuls ont fait surélever la tour pour y mettre des cloches.
L'église a été classée au titre des monuments historiques par le 20 décembre 1907 et la tour a été classée au titre des monuments historiques le 11 janvier 1908.

## Galerie

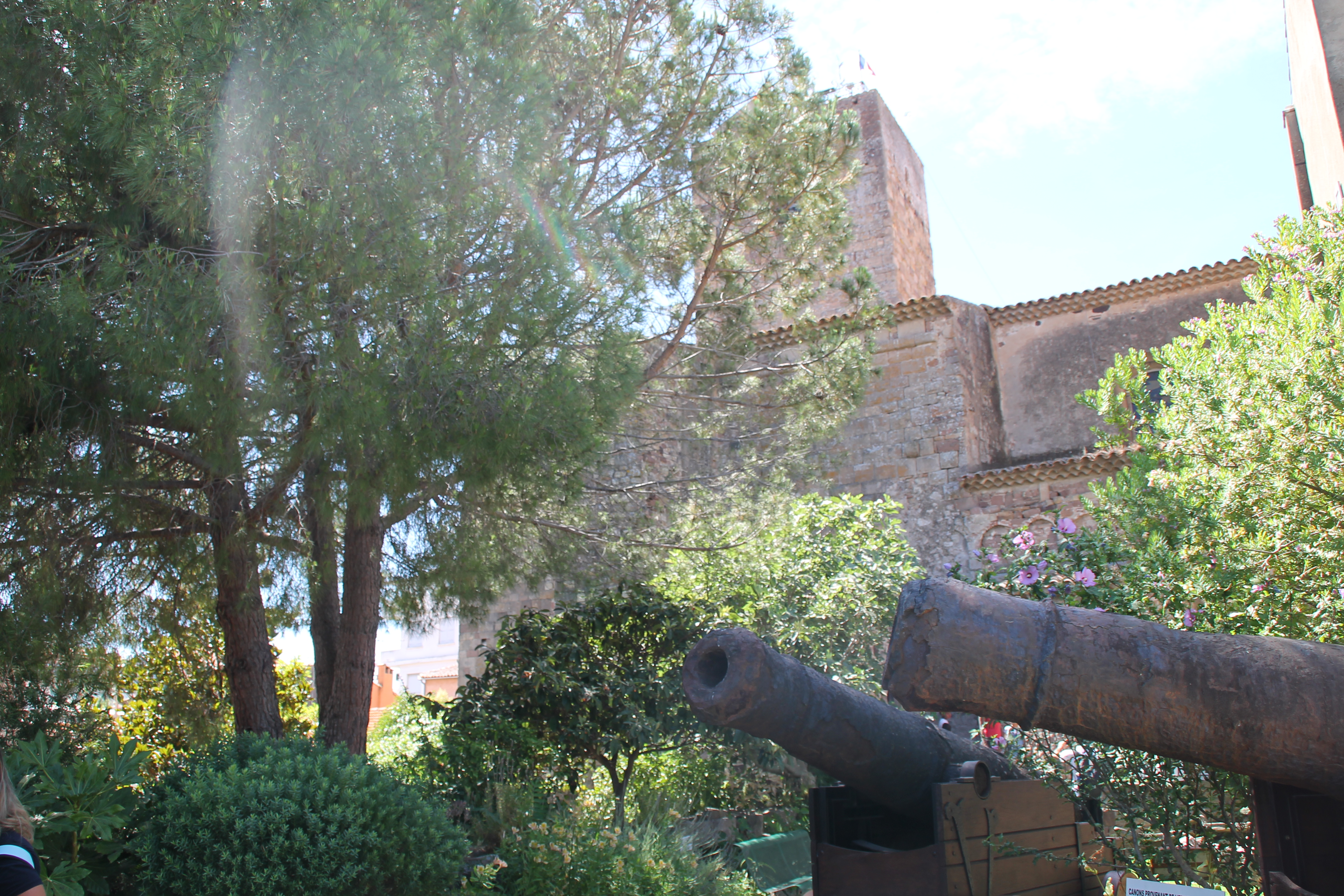
Jardin du musée archéologique
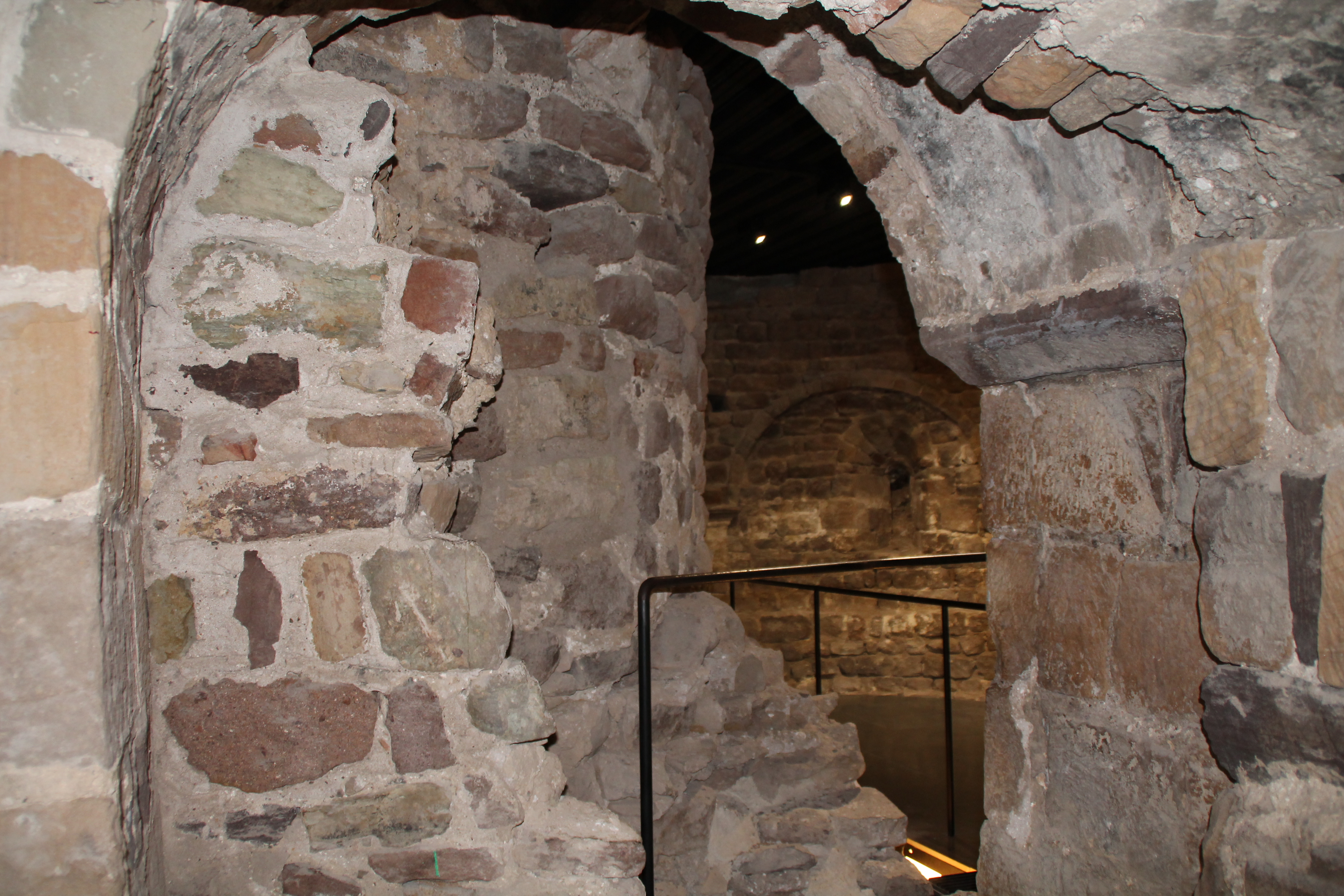
Crypte de l'église
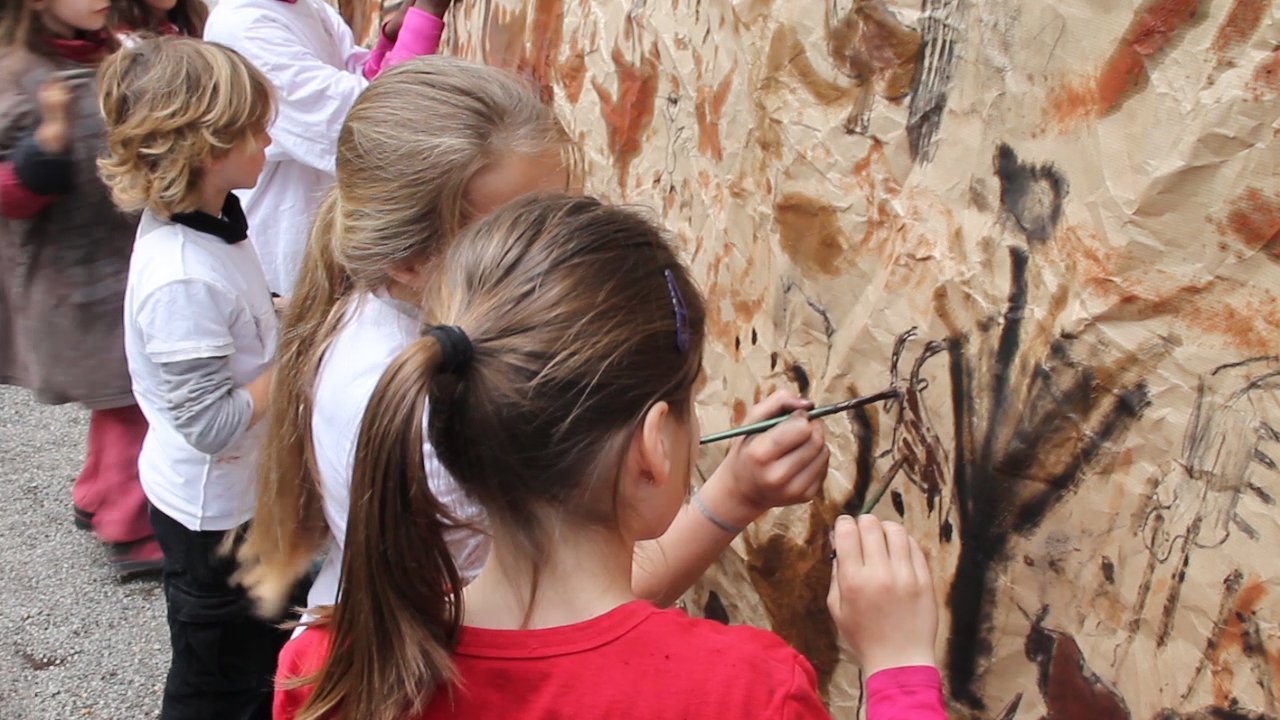
Atelier au musée archéologique
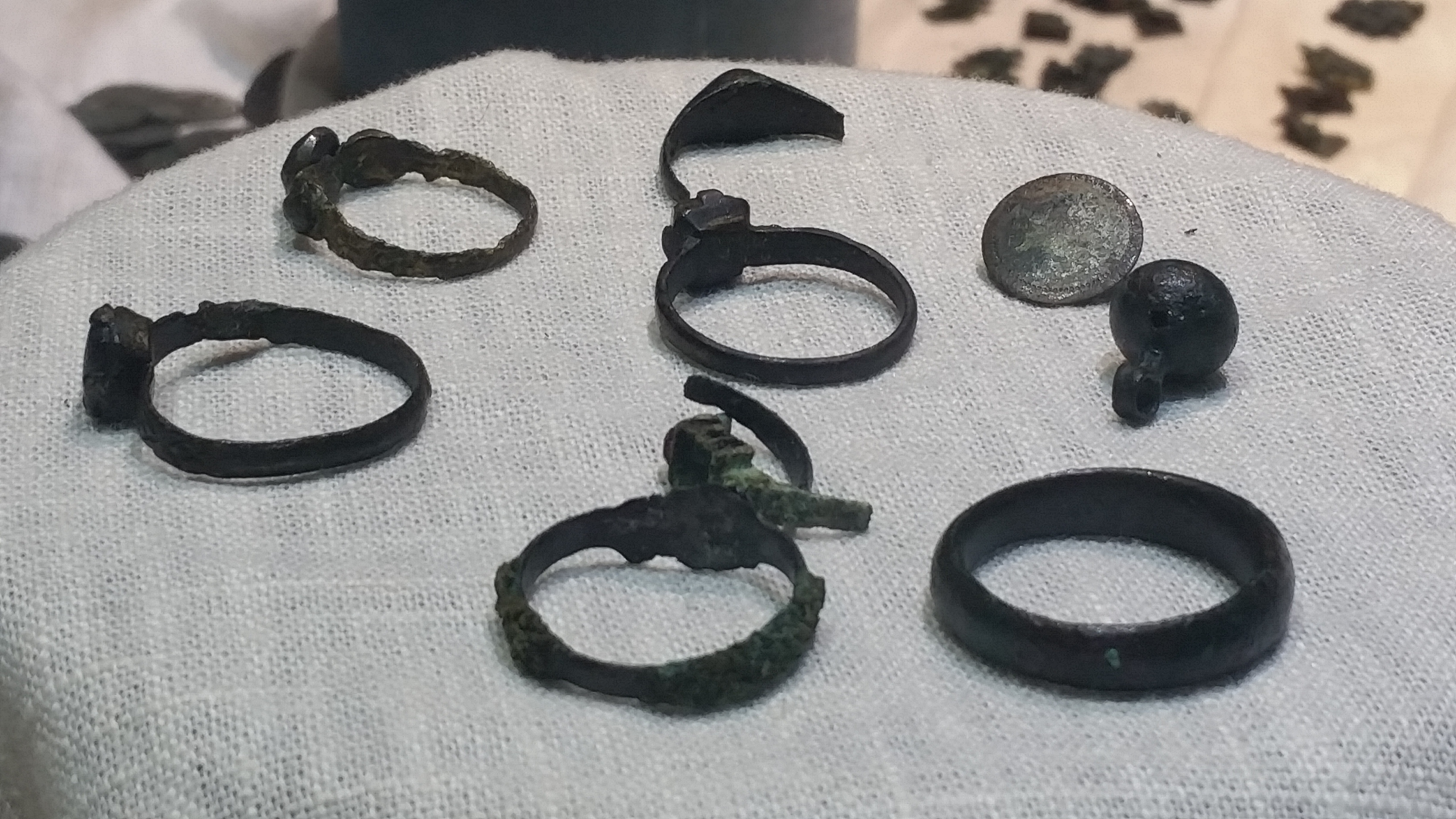
Bagues découvertes dans les cryptes
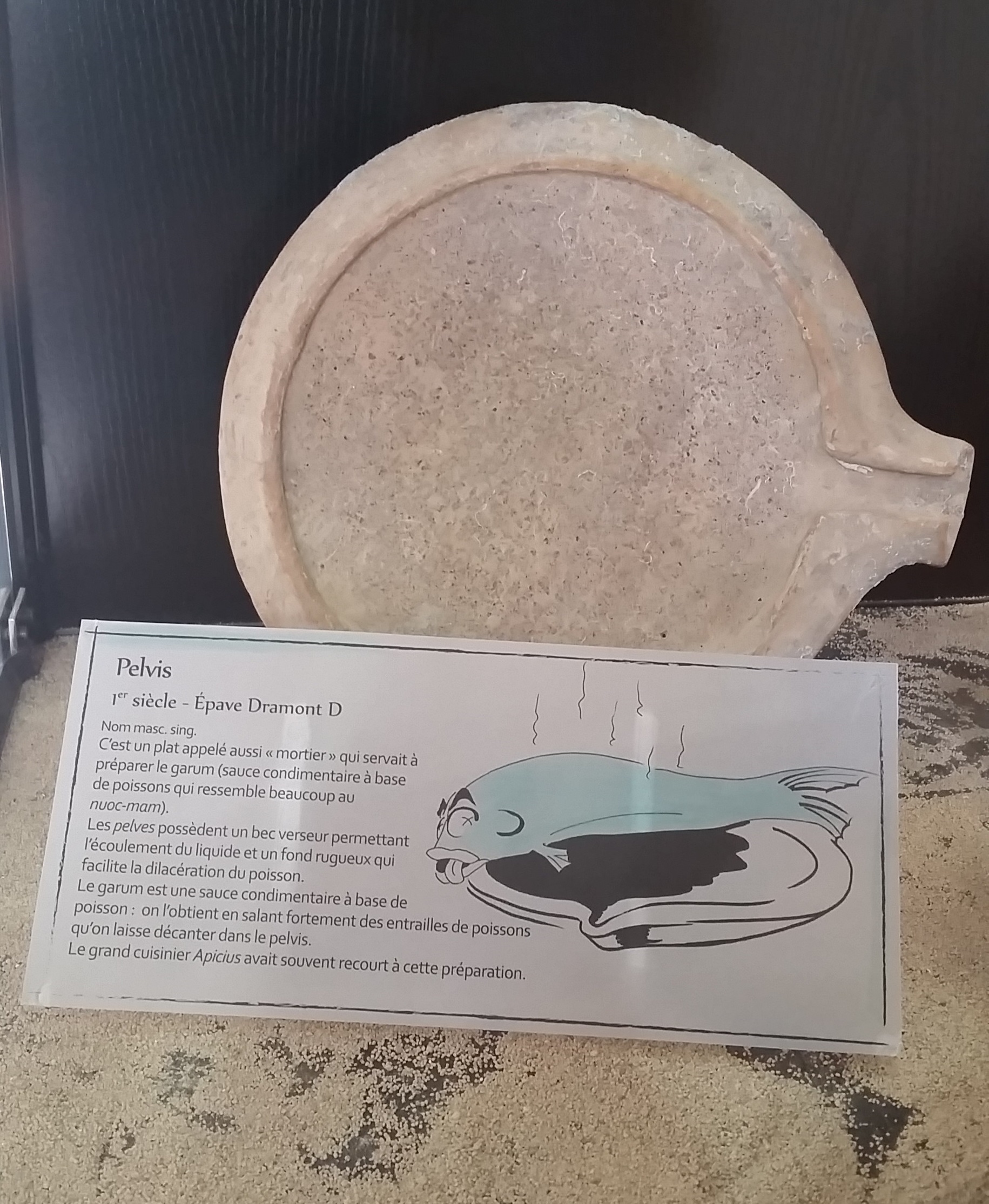
Pelvis antique
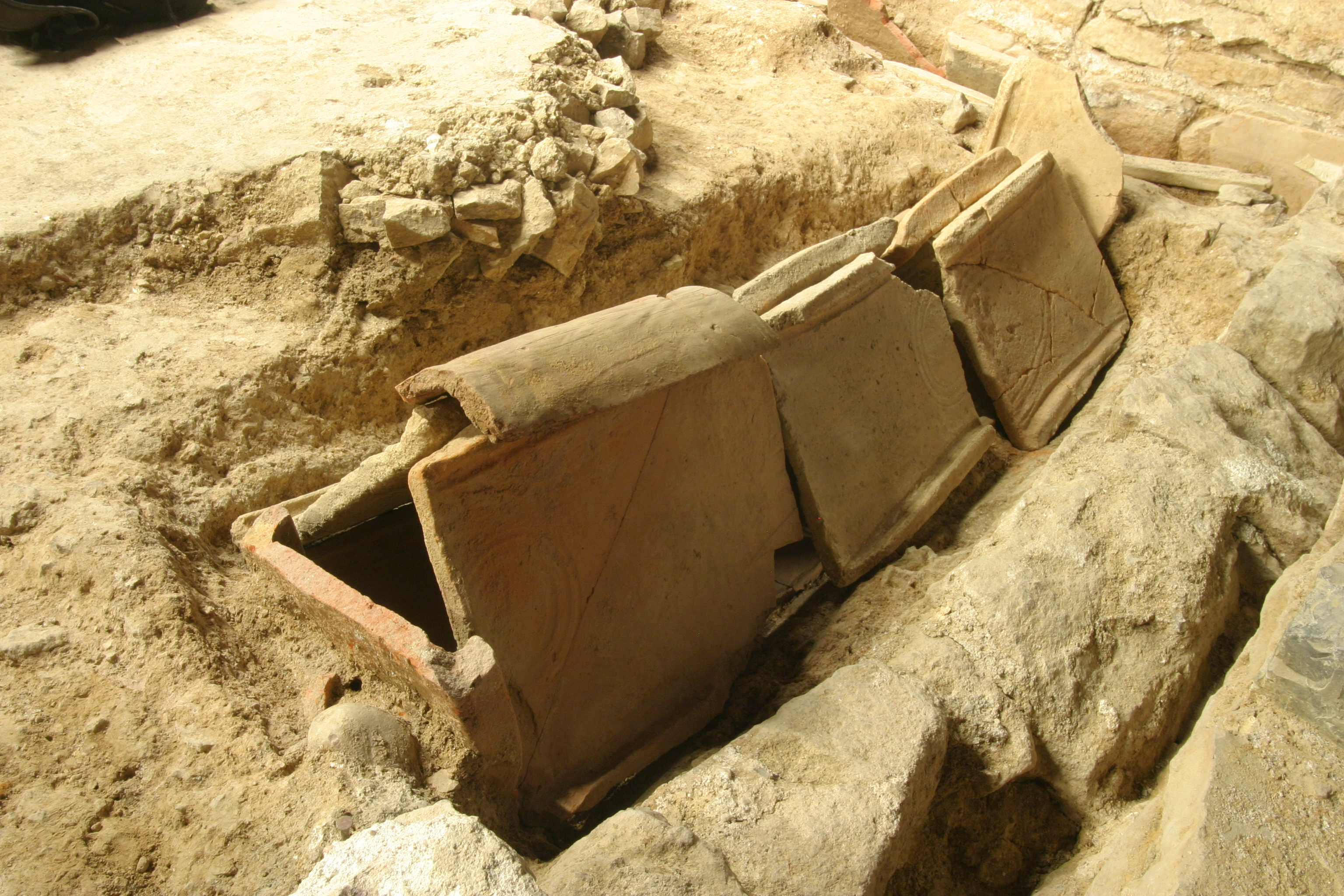
Tombe en bâtière
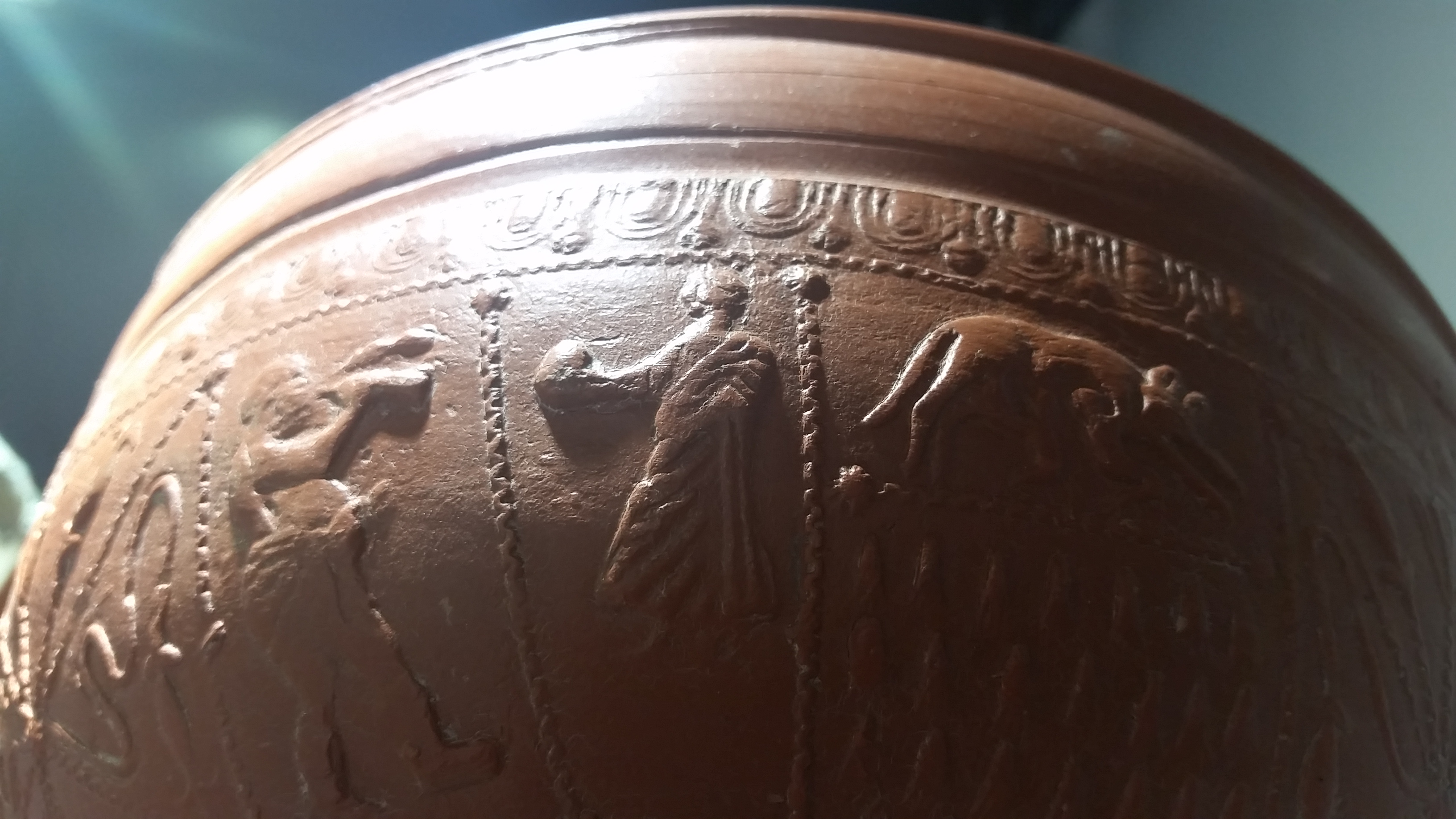
Céramique sigilée
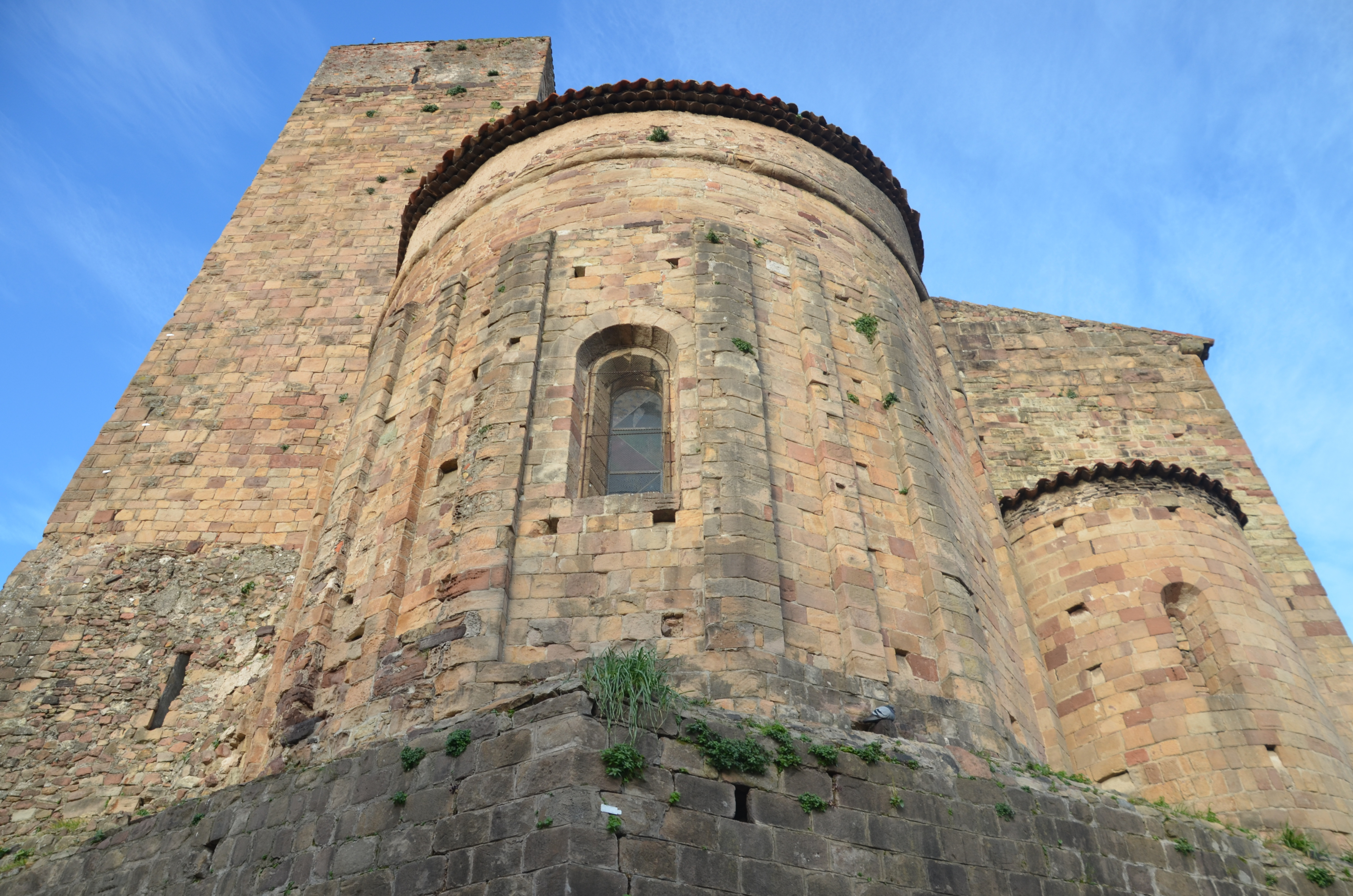
Église et tour fortifiée
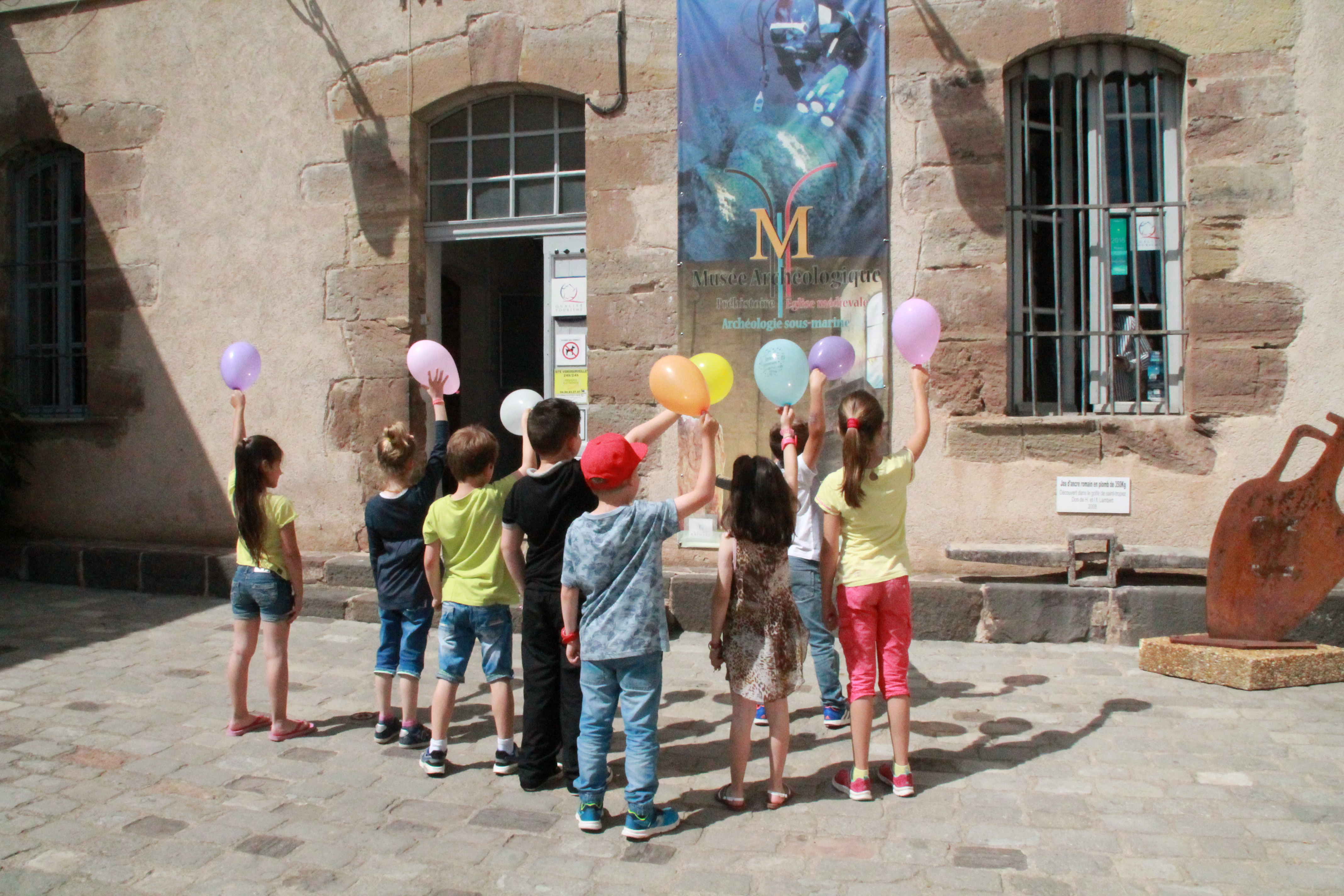
Anniversaire au musée archéologique